# John F. Seymour
John F. Seymour (Chicago, 1937. december 3. –) az Amerikai Egyesült Államok szenátora (Kalifornia, 1991–1992).